# Casa de Arriazu
La casa de Arriazu es un linaje perteneciente a la nobleza española.

## Historia
Antigua y noble familia originaria del Valle de Yerri al noroeste de Navarra ( España). El origen del linaje, se remonta al siglo XI en el caserío -también llamado baserria en vasco- Arrietzu o Arriatzu que dio nombre al lugar de Riezu de la Merindad de Estella. Cabe señalar que esta aldea llevó el nombre de Arriezu, Arriazu o Arrieso hasta entrado el siglo XI tal y como se recoge en el cartulario San Juan de la Peña. Asimismo, cabe destacar que los territorios del Yerri gozaron de hidalguía colectiva y limpieza de sangre desde el siglo XIV tal y como pone de manifiesto el historiador Faustino Menéndez Pidal en su obra La Nobleza en España: Ideas, Estructuras, Historias.
Aparecen menciones a varios caballeros del linaje como don Alvar de Arrieçu y su don hijo García de Arriaçu partícipes en la fundación de la ciudad de Vitoria en el lugar que ocupaba una aldea llamada Gasteiz, ordenada esta fundación por el rey navarro Sancho VI en el año 1181, («...novum nomen imposui scilicet Victoria quae antea vocabatur Gasteiz...» / «...a la que impuse el nuevo nombre de Vitoria que antes se llamaba Gasteiz»).
Entre los siglo XII y siglo XIII el linaje rindió vasallaje a varios señores del lugar de Riezu como don García Fortuñones o don Beltrán Vélez de Guevara hasta que en 1377 el señorío pasara a manos del rico hombre don Carlos Ramírez de Arellano. A partir de entonces caballeros de la estirpe de los Arriazu como don Pedro de Arriaçu pasaron a formar parte de las huestes de banderizos de la Casa de Arellano participando junto a sus señores en campañas como la de Aljubarrota logrando obtener para sí y sus descendientes sus Armas. Éstas fueron dadas por orden del rey Carlos II  " el malo" de Navarra y cabe señalar que se componen de los mismos colores que las de los Arellano; el gules y la plata
En aquella misma centuria el linaje levantó un palacio que fue cabo de armería de los parientes mayores de la Casa de Arriazu en la localidad de Estella.
A partir del siglo XVI el linaje se desplazaría paulatinamente hasta el sur de Navarra levantando nuevo casal en Peralta primero y en la villa de Ablitas hacia la segunda mitad del siglo XVII.
Vemos durante estas centurias, a varios de los miembros de esta ilustre Casa entrando a formar parte de las más relevantes órdenes militares del reino. A modo de ejemplo, hallamos el pleito litigado en 1571 entre el licenciado don Pedro López de Arriazu, sobrino de doña María López de Arriazu y Saenz del Castillo (1651), consejero real, y don Juan López de Arriazu caballero de la Orden de Santiago contra la parroquia de San Alfonso de Vitoria (Álava), sobre posesión de la capilla de la iglesia de San Alfonso de Vitoria.
Muchos otros de los miembros de esta familia probaron su hidalguía a lo largo de la Edad Moderna. Hallamos uno de los ejemplos más significativos de ello  en los pleitos mantenidos por don Francisco de Arriazu en la villa de Peralta en el año de 1629 para demostrar su hidalguía.
El linaje quedó dividido en el siglo XIX, a partir del conflicto por la cuestión sucesoria al trono de España entre el pretendiente al trono Carlos María Isidro de Borbón e Isabel II, en dos ramas: la isabelina o cristina y la carlista. De esta época destacaríamos como miembro más notables de esta familia al militar carlista don Francisco de Paula de Arriazu y Walpole quien casó a una de sus sobrinas con el general carlista don Torcuato Mendiri y Corera, I marqués de Mendiri y I conde de Abárzuza.

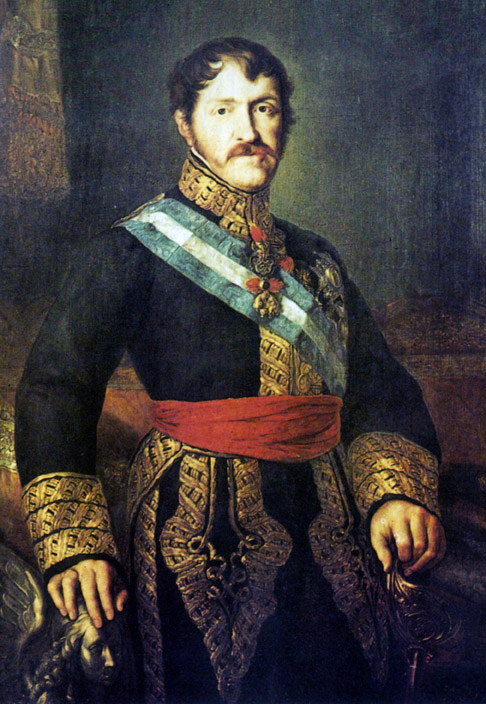
Retrato del infante de España Carlos María Isidro de Borbón(1788-1855), que fue hijo del rey Carlos IV de España y hermano de Fernando VII.

## El Marquesado de Mendiri y el Condado de Abárzuza
El Marquesado de Mendiri y el Condado de Abárzuza son dos títulos nobiliarios españoles pertenecientes a la Casa de Arriazu. Ambos títulos fueron creados por el pretendiente carlista al trono de España Carlos VII, en favor de don Torcuato Mendiri y Colera, General, caballero de la Cruz Laureada de San Fernando, Comandante de Cataluña y líder supremo del Ejército del Norte durante la tercera Guerra Carlista. Sin embargo, a raíz del matrimonio de la III marquesa de Mendiri y condesa de Abárzuza doña María Teresa de Mendiri y Gurtubay(1861-1918) - nieta del general Mendiri- con su primo don Carlos Santiago de Arriazu y Arriazu (1860-1937), ambos títulos pasaron a manos de la Casa de Arriazu.

## Armas
Las Armas puras de los Arriazu son una concesión del rey Carlos II " el malo" de Navarra y datan del Siglo XIV. Las armas primitivas de la familia son: un campo de gules con bordura de plata. Por otra parte, el blasón brisado que aparecería con posterioridad lo conforman las siguientes armas: en campo de plata un águila de gules, bordura dentellada de gules.

## Personajes ilustres
Pertenecieron a este linaje personajes célebres como el líder carlista don Víctor de Arriazu y Mendiri, el artista pintor Victor Arriazu y Calleja o el poeta Hartzenbusch Lee y Arriazu. También estaba emparentado con los Arriazu, don Saturnino Calleja Fernández, fundador de la editorial Calleja.

## La familia Arriazu en la Literatura
Ángeles de Irisarri, en su novela *Romance de Ciego (2005), narra la vida cotidiana de la influyente y aristocrática familia Arriazu. En esta obra la autora nos presentan los cambios sociales que se producen en España con la incorporación a la sociedad del siglo XIX de los nuevos inventos : ferrocarril, teléfono, luz eléctrica, cine y automóvil a través de los miembros de esta familia.